# جوزف اچ. بوتوم
جوزف اچ. بوتوم (به انگلیسی: Joseph H. Bottum) سناتور سابق عضو حزب جمهوری‌خواه ایالات متحده آمریکا بود. وی در سال ۱۹۶۲ تا ۱۹۶۳ میلادی سناتور ایالت داکوتای جنوبی در سنای ایالات متحده آمریکا بود.